# Celerinatantimonas
Genre
Espèces de rang inférieur
- Celerinatantimonas diazotrophica, espèce type
- Celerinatantimonas yamalensis

Les Celerinatantimonas représentent un genre de bactéries marines à Gram négatif phylogénétiquement incluses dans l'ordre des Alteromonadales. Ces bactéries marines peuvent se retrouver lors de la fermentation de diverses olives de table. Elles ont aussi été retrouvées comme symbiote de Posidonia oceanica en lui fournissant son azote.

## Taxonomie

### Étymologie
L'étymologie du genre Celerinatantimonas est la suivante : Ce.le.ri.na.tan’ti.mo’nas L. masc. adj. celer, rapide; L. pres. part. natans, nager; L. fem. n. monas, unité; N.L. fem. n. Celerinatantimonas, l'unité nageant rapidement,.

### Historique
Le genre Celerinatantimonas et sa famille Celerinatantimonadaceae ont été décrits en 2011 et l'étude des séquences de leur ARNr 16S a permis de les positionner proche des familles Alteromonadaceae et Colwelliaceae. Ils sont donc dans l'ordre des Alteromonadales décrit depuis 2005,. Ces bactéries font partie de la classe des Gammaproteobacteria.

### Liste des espèces

#### Espèces publiées de manière valide
Selon la LPSN (14 septembre 2022), le genre Celerinatantimonas compte deux espèces publiées de manière valide :
- Celerinatantimonas diazotrophica, espèce type
- Celerinatantimonas yamalensis

#### Espèces publiées de manière non valide
- "Candidatus Celerinatantimonas neptuna"

## Description
Lors de sa description de 2011, le genre Celerinatantimonas est composé de bactéries à Gram négatif. Ce sont de gros bacilles à mobiles par l'intermédiaire d'un flagelle polaire unique,. Ces bacilles ne forment pas d'endospores. Ces bactéries sont anaérobies facultatives et nécessitent des conditions mésophiles et du NaCl pour leur croissance. Les Celerinatantimonadaceae sont catalase positives et oxydase négatives.
Le pourcentage en bases nucléotidiques GC de l'ADN est situé entre 41,5 % et 44,4 % en 2011.

## Habitats
Ces bactéries sont des bactéries marines. Elles ont été isolées à partir des racines de la plante Juncus roemerianus et des racines des graminées de l'espèce Spartina alterniflora, présentes dans les marais salants du North Inlet de l'île Goat Island près de Georgetown en Caroline du Sud.